# Metal Gear 2: Solid Snake
Metal Gear 2: Solid Snake je akční stealth adventura z roku 1990, kterou vyvinula a vydala společnost Konami pro MSX2. Slouží jako pokračování původního Metal Gearu, napsané a navržené tvůrcem série Hideo Kodžimou. Ten hru koncipoval jako reakci na Snake's Revenge, samostatně vyráběné pokračování, které bylo v té době vyvíjeno pro NES speciálně pro severoamerický a evropský trh.

## Příběh
Děj se odehrává v roce 1999, několik let po událostech původní hry, a Solid Snake musí proniknout na silně chráněné území ve střední Asii známé jako Zanzibar Land, aby zachránil uneseného vědce a zničil přepracovaný "Metal Gear D".

## Hratelnost
Hra výrazně rozvinula stealth herní systém svého předchůdce a využívá příběh zabývající se tématy, jako je povaha války a šíření jaderných zbraní.

## Vydání a ohlasy
Verze Solid Snake pro MSX2 byla vydána pouze v Japonsku, ačkoli Kodžima později režíroval další pokračování s názvem Metal Gear Solid, které bylo v roce 1998 vydáno celosvětově pro PlayStation a sklidilo velký ohlas kritiky. To později vedlo k tomu, že byl Solid Snake znovu vydán spolu s původním Metal Gearem jako dodatečný obsah ve verzi Subsistence hry Metal Gear Solid 3 pro PlayStation 2 v roce 2005. Byl také zahrnut do HD remasterovaných portů hry Metal Gear Solid 3 vydaných pro PlayStation 3, PlayStation Vita a Xbox 360 a v Japonsku se dočkal samostatného znovuvydání jako stahovatelná hra pro mobilní telefony a Wii Virtual Console.
Někteří ji považují za jednu z nejlepších osmibitových her, které kdy vznikly.